# Drolma Lizcano
Drolma Lizcano (Garrotxa, 1987) es una empresaria catalana, directora ejecutiva de la empresa de cosmética natural ALQVIMIA, fundada por su padre en 1984.

## Biografía
Se formó en Gestión Empresarial y en Marqueting Estratégico en la Universidad de Kingston, de Londres, e inició su trayectoria profesional en The Body Shop. En 2013 se incorporó a ALQVIMIA y fue nombrada directora ejecutiva en 2015. Desde su incorporación, ha impulsado la adopción de la holocracia como modelo de gestión y ha representado a la empresa en diversos foros. Durante su período como directora, ALQVIMIA ha obtenido diversos reconocimientos en el ámbito empresarial y de la responsabilidad social. La empresa mantiene una línea basada en la aromaterapia, la sostenibilidad y el desarrollo de formulaciones naturales, y ha ampliado su presencia internacional a más de 22 países.

## Reconocimientos
- Incluida en la lista de las 100 mujeres catalanas más influyentes según la revista Forbes (2025).[5]
- Premio a la Responsabilidad Social por PYME de Respon.cat (2023).[6]
- Premio Diamante de Excelencia de la Asociación Española del Lujo (2022).[6]
- Premio FIDEM en la empresa familiar (2020).[6]
- Premio Garrotxí del Año (2019).